# ラオール・ウォルシュ
- ラウール・ウォルシュ

ラオール・ウォルシュ（Raoul Walsh、1887年3月11日 - 1980年12月31日）は、アメリカ合衆国の映画監督、俳優、映画プロデューサー。ギャング映画やフィルム・ノワールといった犯罪映画やスリラー映画で傑作を生み出したことから「犯罪映画の巨匠」として知られる。また、西部劇、戦争映画、冒険映画などのアクション映画でも多数傑作を残した。その他にもコメディ映画、ロマンス映画、スポーツ映画など多彩なジャンルを手掛ける職人監督で、1964年に引退するまで手掛けた作品は100本以上に上る。また、ウォルシュは映画芸術科学アカデミーの創設会員36名のうちの1人でもある。

## 人物
1887年3月11日にニューヨーク州ニューヨーク市に産まれる。本名はアルバート・エドワード・ウォルシュ（Albert Edward Walsh）。父親はイギリス人のトーマス・W・ウォルシュで、母親はアイルランド系カトリック移民のエリザベス・T・ブラフ。弟のジョージ・ウォルシュは俳優で、ウォルシュの作品に数多く出演していた。
幼少期からニューヨークで過ごしていた生粋のニューヨーカーであったウォルシュは、ジョン・バリモアやライオネル・バリモアといった所謂バリモア家とも交流が深かった。
15歳の時母親が亡くなると、ニューヨークの実家を離れ、テキサス、モンタナ、キューバを旅し、メキシコではカウボーイとしても働いていた。
シートン・ホール大学を卒業し、1909年に、ニューヨークで舞台俳優としてデビュー。1913年に、ラオール・ウォルシュまたは、R・A・ウォルシュと名乗るようになる。同時に短編映画の監督をいくつかこなすようになる。1914年、D・W・グリフィスのアシスタントとなり、『国民の創生』にも出演している。1915年にグリフィスから独立した後、フォックス・フィルムに入社。長編デビュー作にしてアメリカ映画初の長編ギャング映画『復活 (1915年の映画)』を皮切りに、15本もの映画を制作。1916年に女優のミリアム・クーパーと結婚し、彼女の主演作を数多く手掛けるも1926年に離婚してしまう。
1917年、妻のクーパーや弟のジョージが出演した『偉大なる記録』を発表する。この作品は主人公の男が不当な有罪判決を受け、腐敗した刑務所で過酷な拷問を課され、その刑務所からの脱獄を図るという作品で、『仮面の米国』(1931年)を始めとした刑務所脱獄物の草分け的存在となった。ウォルシュはこの作品で監督としての地位を確立し、ウォルシュの後輩であるジョン・フォードも本作を好きな作品の1つに挙げている。
1919年には、アラン・ドワンらと共に映画会社メイフラワー・フォトプレイ・カンパニーを設立し、『紫影の女』（1920年）などを手掛けるも、会社は1922年に倒産する。
1924年、ダグラス・フェアバンクスや上山草人が出演したサイレント映画『バグダッドの盗賊』を手掛け、巨匠としての地位を確立させる。その後は、ヴィクター・マクラグレンとドロレス・デル・リオが出演した戦争映画『栄光 (1926年の映画)』(1926年）や、グロリア・スワンソン主演で、ウォルシュ自身も役者として出演した『港の女』(1928年)などを次々と手掛ける。
1928年自身の監督兼主演で『懐しのアリゾナ』の製作に着手、ウォルシュにとって事実上初のトーキー作品であったが、撮影中に交通事故に遭い、右目を失明してしまう。これが原因でウォルシュは途中降板し、監督はアーヴィング・カミングスに、主演はワーナー・バクスターに引き継がれた。
1930年にフォックスから70mmフィルムによる西部劇大作『ビッグ・トレイル』の監督を依頼される。当初はゲイリー・クーパーを主演に考えていたものの、クーパーと契約していたパラマウント映画からの許可が得られずに失敗。しかし、同じくフォックスに所属していたジョン・フォードから無名の俳優マリオン・ロバート・モリソンを紹介され、主演に抜擢する。ウォルシュはその俳優にアメリカ独立戦争の英雄アンソニー・ウェインに因みジョン・ウェインと名付けた。
『ビッグ・トレイル』は当時の金額で200万ドルもの費用が注ぎ込まれたものの、興行的に失敗。ウェインはジョン・フォード監督の『駅馬車』(1939年)までB級映画専門の俳優として不遇の時代を過ごすことになる。
1933年にジョセフ・M・シェンクとダリル・F・ザナックが設立した20世紀ピクチャーズの第1回作品『バワリイ』の監督を担当し、劇中でジョージ・ラフトがブルックリン橋から飛び降りるシーンやラフトとウォーレス・ビアリーとの凄まじい殴り合いなどのアクションシーンを手掛け話題を呼んだ。
その後、1935年にパラマウント映画に在籍し、『アメリカの恐怖』(1936年）や『画家とモデル (1937年の映画)』(1937年)など多彩なジャンルを手掛けた後、1939年にワーナー・ブラザースに移籍し、禁酒法時代を題材に、ギャングとなった男達の栄枯盛衰を描いたギャング映画『彼奴は顔役だ!』を手掛ける。
1941年には、ウォルシュとは30年代初めから交流があり且つこれまでB級映画を除き脇役が殆どだったハンフリー・ボガートを初めて主演に抜擢したフィルム・ノワールの古典『ハイ・シェラ』を手がける。本作は興行的成功を納め、後にボガートが『マルタの鷹』や『カサブランカ』などでハードボイルドスターとなる礎を築いた。
同じ年に、ジョージ・アームストロング・カスターの半生を描いた『壮烈第七騎兵隊』を手掛け、カスター役に剣戟映画で名を馳せたエロール・フリンを抜擢し、大ヒットさせる。ウォルシュとはプロボクサーであるジェームス・J・コーベットの半生を描いた『鉄腕ジム』(1942年)でもタッグを組み、ウォルシュの名前がクレジットされている作品だけでも計7作品に出演した。
1949年には『彼奴は顔役だ!』などでタッグを組んできたジェームズ・キャグニーを主演に添えた『白熱』を手掛ける。この作品でウォルシュはキャグニーから迫真の演技を引き出し、批評家から絶賛を浴びるも、本作の凄まじい暴力描写は議論の的になった。
1951年には、セシル・スコット・フォレスター原作の海洋冒険小説「ホーンブロワーシリーズ」を題材にしたテクニカラー超大作『艦長ホレーショ』をグレゴリー・ペック主演で手掛け大ヒットさせる。これがきっかけとなり、ウォルシュは1952年から53年にかけて一連の海洋冒険ものを手掛けるようになる。代表的なものに『艦長ホレーショ』でもタッグを組んだペック主演の『世界を彼の腕に』(1952年)、ロバート・ニュートン主演の『海賊黒ひげ』(1952年)、ロック・ハドソン主演の『海賊船シー・デビル号の冒険』(1953年)がある。
1964年公開の『遠い喇叭』を最後に監督としての引退を発表した後、1980年12月31日に心臓麻痺で死去。享年93歳。

## 主な作品
以下は特に断りのない限り監督としてクレジットされた作品である。
- 復活 - Regeneration (1915) ※脚本も兼任
- カルメン - Carmen (1915) ※脚本も兼任
- 偉大なる記録 - The Honor System (1917) ※脚本も兼任
- 紐育の誉れ The Pride of New York (1917) ※脚本も兼任
- 勝利者 - The Conqueror (1917) ※脚本も兼任
- 女性と掟 - The Woman and the Law (1918) ※脚本も兼任
- エヴァンジェリン - Evangeline (1919) ※製作・脚本も兼任
- 夫は赦すか - Should a Husband Forgive (1919) ※脚本も兼任
- 紫影の女 - The Deep Purple (1920) ※製作も兼任
- 走馬燈 - From Now On (1920) ※脚本も兼任
- 最強者 - The Strongest (1920) ※脚本も兼任
- 女は誓いぬ - The Oath (1921) ※製作も兼任
- セレナーデ - Serenade (1921) ※製作も兼任
- 世界を敵として - Kindred of the Dust (1922)
- 南海の情火 - Lost and Found on a South Sea Island (1923)
- ロジタ - Rosita (1923) ※クレジット無し
- バグダッドの盗賊 - The Thief of Bagdad  (1924)
- スエズの東 - East of Suez (1925)
- 漂泊い人 - The Wanderer (1925) ※製作も兼任
- 栄光 - What Price Glory? (1926)
- ハレムの貴婦人 - The Lady of the Harem (1926)
- 猿は語る - The Monkey Talks (1927)
- カルメン - The Loves of Carmen (1927)
- 港の女 - Sadie Thompson (1928) ※製作・脚本も兼任
- 紅の踊 - The Red Dance (1928)
- 無頼漢 - Me, Gangster (1928) ※製作・脚本も兼任
- 懐しのアリゾナ - In Old Arizona (1928)
- 藪睨みの世界 - The Cock-Eyed World (1929) ※脚本も兼任
- 巴里よいとこ - Hot for Paris (1929) ※脚本も兼任
- ビッグ・トレイル - The Big Trail (1930) ※原案も兼任
- 再生の港 - The Man Who Came Back (1931) ※製作も兼任
- 各国の女 - Women of All Nations (1931)
- 貞操切符 - The Yellow Ticket (1931) ※製作も兼任
- 蜘蛛の怪 - The Spider (1931) ※クレジット無し
- 山に住む女 - Wild Girl (1932)
- 金髪乱れて - Me and My Gal (1932) ※製作も兼任
- 水兵上陸 - Sailor's Luck (1933) ※製作も兼任
- バワリイ - The Bowery (1933)
- 虹の都へ - Going Hollywood (1933)
- 硝煙と薔薇 - Operator 13 (1934) ※クレジット無し
- 男の魂 - Under Pressure (1935)
- 夜毎八時に - Every Night at Eight (1935)
- ハアさんの捕物帳 - Baby Face Harrington (1935)
- アメリカの恐怖 - Big Brown Eyes (1936) ※脚本も兼任
- 美しき野獣 - Klondike Annie (1936)
- 浪費者 - Spendthrift (1936) ※脚本も兼任
- パーム・スプリングス - Palm Springs (1936) ※クレジット無し
- ラジオの歌姫 - Hitting a New High (1937)
- 画家とモデル - Artists and Models (1937)
- 友情と兵隊 - O.H.M.S. (1937)
- カレッジ・スイング - College Swing (1938)
- セントルイス・ブルース - St. Louis Blues (1939)
- 彼奴は顔役だ! - The Roaring Twenties (1939)
- 暗黒の命令 - Dark Command (1940)
- 夜までドライブ - They Drive by Night (1940)
- ハイ・シェラ  - High Sierra (1940)
- 壮烈第七騎兵隊  - They Died with Their Boots On (1941)
- いちごブロンド - The Strawberry Blonde (1941)
- 大雷雨 - Manpower (1941)
- 鉄腕ジム - Gentleman Jim (1942)
- 戦場を駈ける男 - Desperate Journey (1942)
- 追憶の女 - In This Our Life (1942) ※クレジット無し
- 恐怖の背景 - Background to Danger (1943)
- 北部への追撃 - Northern Pursuit (1943)
- 北大西洋 - Action in the North Atlantic (1943) ※クレジット無し
- 暴力に挑む男 -  Edge of Darkness (1943) ※第2班監督、クレジット無し
- 影の栄光 - Uncertain Glory (1944)
- 決死のビルマ戦線 - Objective, Burma! (1945)
- 傷だらけの勝利 - Salty O'Rourke (1945)
- サン・アントニオ - San Antonio (1945) ※クレジット無し
- 私の彼氏 - The Man I Love (1946)
- 追跡  - Pursued（1947）
- 高原児 - Cheyenne (1947)
- スタリオン街道 - Stallion Road (1947) ※クレジット無し
- 特攻戦闘機中隊 - Fighter Squadron (1948)
- 或る日曜日の午後 - One Sunday Afternoon (1948)
- 賭博の街 - Silver River (1948)
- キー・ラーゴ - Key Largo (1948) ※クレジット無し
- 死の谷  - Colorado Territory (1949)
- 白熱 - White Heat (1949)
- モンタナ - Montana (1950) ※クレジット無し
- 勇魂よ永遠に - Rocky Mountain (1950) ※クレジット無し
- 死の砂塵 - Along the Great Divide（1951）
- 艦長ホレーショ - Captain Horatio Hornblower R.N. (1951) ※製作も兼任
- 遠い太鼓 - Distant Drums (1951)
- 脅迫者 - The Enforcer (1951) ※クレジット無し
- ムーンライト・ベイ - On Moonlight Bay (1951) ※クレジット無し
- 海賊黒ひげ - Blackbeard the Pirate (1952)
- 世界を彼の腕に - The World in His Arms（1952）
- 決斗!一対三 - The Lawless Breed (1952)
- マニラ - Mara Maru (1952) ※クレジット無し
- 限りなき追跡 - Gun Fury (1953)
- 海賊船シー・デビル号の冒険 - Sea Devils (1953)
- 路上のライオン - A Lion is in the Streets (1953)
- サスカチワンの狼火 - Saskatchewan (1954)
- たくましき男たち - The Tall Men (1955)
- 愛欲と戦場 - Battle Cry (1955) ※製作も兼任
- ながれ者 - The King and Four Queens (1956)
- 流転の女 - The Revolt of Mamie Stover (1956)
- トロイのヘレン - Helen of Troy (1956) ※クレジット無し、第2班監督も兼任
- 南部の反逆者 - Band of Angels (1957)
- 裸者と死者 - The Naked and the Dead (1958)
- 不死身の保安官 - The Sheriff of Fractured Jaw (1958)
- ペルシャ大王 - Esther and the King (1960) ※製作・脚本も兼任
- 九月になれば - Come September (1961) ※製作のみ
- 遠い喇叭 - A Distant Trumpet (1964)